# Croix du château de Bellecroix
La croix du Château de Bellecroix est une croix de chemin de la commune de Chagny dans le département français de Saône-et-Loire et la région Bourgogne-Franche-Comté.

## Historique
Elle fait l'objet d'une inscription au titre des monuments historiques depuis le 3 novembre 1997.